# Tesgüino
Le tesgüino ou tesguino est une bière traditionnelle de maïs brassée par les Tarahumaras, un peuple indigène de la Sierra Madre occidentale au Mexique. Cette bière est considérée comme sacrée et nombre d'activités y sont associées. Les Tarahumaras brassent aussi de la bière à partir d'agave et de blé, mais celle de maïs est la plus sacrée.
Les Tarahumaras utilisent aussi un terme plus générique pour les boissons alcoolisées : sugíki. Le terme batári désigne la bière de maïs et de farine de lichen ; paciki désigne la bière faite à partir de tiges de maïs.

## Préparation
Le tesgüino est préparé en trempant des épis de maïs puis en les cuisant et en y ajoutant une herbe à la place du houblon ; une fermentation spontanée se produit ensuite.
Le terme de tejuino désigne parfois ce breuvage, mais aujourd'hui, il désigne plutôt une sorte de jus de fruit vendus pendant les marchés populaires.